# Merauke (Regierungsbezirk)
Merauke ist ein indonesischer Regierungsbezirk (Kabupaten) in der indonesischen Provinz Papua Selatan auf der Insel Neuguinea. Stand 2020 leben hier circa 228.000 Menschen. Der Regierungssitz des Kabupaten ist die gleichnamige Stadt Merauke.

## Geographie
Merauke liegt im südlichsten Teil der Provinz Papua Selatan. Im Norden grenzt der Bezirk an die Regierungsbezirke Mappi und Boven Digoel. Im Süden und Westen reicht er an die Arafurasee. Im Osten grenzt er an den Nachbarstaat Papua-Neuguinea. Administrativ unterteilt sich der Kabupaten Merauke in 20 Distrikte (Distrik) mit 179 Dörfern (Kampung) und 11 Kelurahan.

## Einwohner
2020 lebten in Merauke 64.136 Menschen. Die Bevölkerungsdichte beträgt 8 Personen pro Quadratkilometer. Circa 50 Prozent der Einwohner sind Muslime und circa 50 Prozent Christen (Protestanten und Katholiken).